# Championnat du Rwanda de football 2020-2021
Navigation
Saison précédente Saison suivante
La saison 2020-2021 du Championnat du Rwanda de football est la soixante-dixième édition du championnat de première division au Rwanda. Les seize meilleures équipes du pays sont regroupées au sein d’une poule unique où elles s’affrontent deux fois au cours de la saison, à domicile et à l’extérieur. En fin de saison, les deux derniers du classement sont relégués et remplacés par les deux meilleurs clubs de deuxième division.
Le club Armée patriotique rwandaise Football Club remporte son dix-neuvième titre de champion du Rwanda.

## Qualifications continentales
Le champion du Rwanda se qualifie pour la Ligue des champions de la CAF 2021-2022 tandis que le vice-champion, AS Kigali obtient son billet pour la Coupe de la confédération 2021-2022 la Coupe du Rwanda ayant été annulée.

## Déroulement de la saison
Le championnat débute le 4 décembre 2020, mais dès la 3e journée, le 12 décembre 2020, le championnat est interrompu à cause de la pandémie de Covid-19. Le championnat reprend le 1er mai 2021, mais avec une nouvelle formule.
Les résultats de décembre 2020 sont annulés, pour la reprise les équipes sont réparties en quatre poules de quatre où elles se rencontrent deux fois. Après cette phase de poules, les deux premiers de poule se retrouvent dans un championnat où les huit équipes jouent pour le titre. Les deux derniers de poule se retrouvent dans un autre championnat où les huit équipes jouent pour la relégation. Dans ces deux championnats les équipes ne se rencontrent qu'une seule fois.
La Coupe du Rwanda n'ayant pas été disputée, le vice-champion prend la place en Coupe de la confédération.

## Les clubs participants
- APR FC
- Rayon Sports FC
- Police FC
- Kiyovu Sports Association
- Mukura Victory Sports FC
- AS Kigali
- Rutsiro FC - Promu de D2
- AS Muhanga
- Bugesera FC
- Espoir FC
- Musanze FC
- Gasogi United
- Marines FC
- Sunrise FC
- Gorilla FC - Promu de D2
- Etincelles FC

## Compétition
Le barème utilisé pour établir le classement est le suivant :
- Victoire : 3 points
- Match nul : 1 point
- Défaite : 0 point

### Classement

#### Poule A
| Rang | Équipe       | Pts | J | G | N | P | Bp | Bc | Diff |
| ---- | ------------ | --- | - | - | - | - | -- | -- | ---- |
| 1    | APR FC T     | 18  | 6 | 6 | 0 | 0 | 16 | 4  | +12  |
| 2    | Bugesera FC  | 9   | 6 | 3 | 0 | 3 | 11 | 8  | +3   |
| 3    | Gorilla FC P | 9   | 6 | 3 | 0 | 3 | 8  | 11 | -3   |
| 4    | AS Muhanga   | 0   | 6 | 0 | 0 | 6 | 4  | 16 | -12  |

|  | Qualification pour le play-off championnat   |
|  | Qualification pour le play-off de relégation |
|  | T : Tenant du titre P : Promu de D2          |

#### Poule B
| Rang | Équipe                    | Pts | J | G | N | P | Bp | Bc | Diff |
| ---- | ------------------------- | --- | - | - | - | - | -- | -- | ---- |
| 1    | Rayon Sports FC           | 9   | 6 | 2 | 3 | 1 | 8  | 6  | +2   |
| 2    | Rutsiro FC P              | 8   | 6 | 2 | 2 | 2 | 5  | 6  | -1   |
| 3    | Gasogi United             | 8   | 6 | 2 | 2 | 2 | 5  | 7  | -2   |
| 4    | Kiyovu Sports Association | 7   | 6 | 2 | 1 | 3 | 11 | 10 | +1   |

|  | Qualification pour le play-off championnat   |
|  | Qualification pour le play-off de relégation |
|  | P : Promu de D2                              |

#### Poule C
| Rang | Équipe        | Pts | J | G | N | P | Bp | Bc | Diff |
| ---- | ------------- | --- | - | - | - | - | -- | -- | ---- |
| 1    | AS Kigali     | 12  | 6 | 4 | 0 | 2 | 12 | 7  | +5   |
| 2    | Police FC     | 10  | 6 | 3 | 1 | 2 | 9  | 7  | +2   |
| 3    | Musanze FC    | 9   | 6 | 3 | 0 | 3 | 11 | 10 | +1   |
| 4    | Etincelles FC | 4   | 6 | 1 | 1 | 4 | 7  | 15 | -8   |

|  | Qualification pour le play-off championnat   |
|  | Qualification pour le play-off de relégation |

#### Poule D
| Rang | Équipe                   | Pts | J | G | N | P | Bp | Bc | Diff |
| ---- | ------------------------ | --- | - | - | - | - | -- | -- | ---- |
| 1    | Marines FC               | 13  | 6 | 4 | 1 | 1 | 6  | 3  | +3   |
| 2    | Espoir FC                | 10  | 6 | 3 | 1 | 2 | 6  | 5  | +1   |
| 3    | Sunrise FC               | 8   | 6 | 2 | 2 | 2 | 9  | 7  | +2   |
| 4    | Mukura Victory Sports FC | 2   | 6 | 0 | 2 | 4 | 5  | 11 | -6   |

|  | Qualification pour le play-off championnat   |
|  | Qualification pour le play-off de relégation |

#### Play-off championnat
Les deux premiers de poule se retrouvent dans un championnat où ils s'affrontent une seule fois.
| Rang | Équipe          | Pts | J | G | N | P | Bp | Bc | Diff |
| ---- | --------------- | --- | - | - | - | - | -- | -- | ---- |
| 1    | APR FC T        | 19  | 7 | 6 | 1 | 0 | 21 | 1  | +20  |
| 2    | AS Kigali       | 19  | 7 | 6 | 1 | 0 | 14 | 2  | +12  |
| 3    | Espoir FC       | 10  | 7 | 3 | 1 | 3 | 9  | 11 | -2   |
| 4    | Police FC       | 8   | 7 | 2 | 2 | 3 | 7  | 11 | -4   |
| 5    | Marines FC      | 7   | 7 | 2 | 1 | 4 | 5  | 12 | -7   |
| 6    | Rutsiro FC P    | 6   | 7 | 1 | 3 | 3 | 5  | 12 | -7   |
| 7    | Rayon Sports FC | 5   | 7 | 1 | 2 | 4 | 7  | 12 | -5   |
| 8    | Bugesera FC     | 4   | 7 | 1 | 1 | 5 | 5  | 12 | -7   |

|  | Qualification pour la Ligue des champions de la CAF 2021-2022 |
|  | Qualification pour la Coupe de la confédération 2021-2022     |
|  | T : Tenant du titre P : Promu de D2                           |

#### Play-off de relégation
Les deux derniers de poule se retrouvent dans un championnat où ils s'affrontent une seule fois, les deux derniers sont relégués en deuxième division.
| Rang | Équipe                    | Pts | J | G | N | P | Bp | Bc | Diff |
| ---- | ------------------------- | --- | - | - | - | - | -- | -- | ---- |
| 1    | Kiyovu Sports Association | 13  | 7 | 4 | 1 | 2 | 8  | 3  | +5   |
| 2    | Gasogi United             | 12  | 7 | 3 | 3 | 1 | 13 | 7  | +6   |
| 3    | Etincelles FC             | 12  | 7 | 4 | 0 | 3 | 13 | 18 | -5   |
| 4    | Musanze FC                | 12  | 7 | 4 | 0 | 3 | 11 | 14 | -3   |
| 5    | Mukura Victory Sports FC  | 11  | 7 | 3 | 2 | 2 | 8  | 7  | +1   |
| 6    | Gorilla FC P              | 10  | 7 | 3 | 1 | 3 | 10 | 9  | +1   |
| 7    | Sunrise FC                | 9   | 7 | 2 | 3 | 2 | 13 | 8  | +5   |
| 4    | AS Muhanga                | 0   | 7 | 0 | 0 | 7 | 3  | 23 | -20  |

|  | Relégation en deuxième division |
|  | P : Promu de D2                 |

## Bilan de la saison
| Championnat du Rwanda de football 2020-2021 |                                                       |
| Champion                                    | Armée patriotique rwandaise Football Club (19e titre) |
| Coupes et trophées                          |                                                       |
| Vainqueur de la Coupe du Rwanda 2020-2021   | non disputée                                          |
| Qualifications continentales                |                                                       |
| Ligue des champions de la CAF 2021-2022     | Armée patriotique rwandaise Football Club             |
| Coupe de la confédération 2021-2022         | Association sportive de Kigali                        |
| Promotions et relégations                   |                                                       |
| Promus en Première division                 | Étoile de l'Est FC                                    |
| Promus en Première division                 | Gicumbi FC                                            |
| Relégués en Deuxième division               | Sunrise FC                                            |
| Relégués en Deuxième division               | AS Muhanga                                            |